# Tanner Perkins
Tanner Perkins (18 maggio 2001) è uno sciatore alpino statunitense.

## Biografia
Specialista delle prove veloci originario di Crested Butte e attivo dal novembre del 2017, in Nor-Am Cup Tanner Perkins ha esordito il 28 febbraio 2018 a Copper Mountain in discesa libera (35º) e ha conquistato il primo podio il 9 febbraio 2025 a Kimberley in supergigante (3º); non ha debuttato in Coppa del Mondo e non ha preso parte a rassegne olimpiche o iridate.

## Palmarès

### Nor-Am Cup
- Miglior piazzamento in classifica generale: 5º nel 2025
- 1 podio:
  - 1 terzo posto